# 巢湖国家风景名胜区
巢湖国家风景名胜区位于中国安徽省合肥市，是合肥市行政区划范围内唯一的国家级风景名胜区，2002年5月17日由中华人民共和国建设部（现为中华人民共和国住房和城乡建设部）同意设立，面积1300.86平方公里。根据《巢湖风景名胜区总体规划（2016-2030）》，巢湖国家风景名胜区分为十大景区：滨湖景区、四顶山景区、中庙 - 姥山景区、芦溪景区、龟山景区、旗鼓山景区、银屏景区、槐林景区、白石天河景区和三河景区。风景名胜区由合肥市巢湖风景名胜区管理委员会负责管理。